# Jan Beránek
Jan Beránek (* 11. ledna 1970) je český ekologický aktivista, publicista a politik, věnující se převážné problematice klimatických změn, energetické politiky a jaderné bezpečnosti ve vztahu k trvale udržitelnému rozvoji. Je spoluzakladatelem hnutí DUHA, mezi lety 2003 a 2005 byl předsedou Strany zelených a od roku 2005 je zaměstnancem Greenpeace.

## Životopis

### Studia
Během studia na Gymnáziu Koněvova (dnes Gymnázium Brno, Vídeňská) navštěvoval Kurs mladých astronomů na Hvězdárně a planetáriu Mikuláše Koperníka v Brně. Po jeho absolvování jako dobrovolník provázel veřejnost u dalekohledů při prohlídkách nočního nebe.
V letech 1988–1990 studoval fyziku na Univerzitě Jana Evangelisty Purkyně v Brně (nyní Masarykově univerzitě), avšak záhy po politických změnách v listopadu 1989 studium přerušil a začal se plně věnovat ekologickému aktivismu v Hnutí DUHA, které počátkem onoho roku založil spolu s přítelem Jakubem Patočkou.

### Hnutí DUHA
Od roku 1993 na téže univerzitě navštěvoval studium sociologie, mimo jiné přednášky profesorů Jaroslava Mezníka, Jana Kellera a Hany Librové. Po dvou letech studium ukončil a začal se plně věnovat veřejné činnosti a práci v neziskových organizacích.
V 90. letech publikoval řadu studií a analýz věnujících se energetické politice a rizikům jaderné energetiky, některé z nich byly psány na objednávku Federálního shromáždění („Energii Československu, ne Československo energii!“) nebo sdružení měst a obcí v regionu jaderné elektrárny Temelín. Většina jeho textů vycházela v časopise Poslední generace (nyní Sedmá generace). V této době byl také třikrát vystoupil jako expert v panelu na slyšeních v Evropském parlamentu.[zdroj?]
Stal se jedním z vůdčích osobností hnutí protestujícího proti dostavbě jaderné elektrárny Temelín, a to v rámci Hnutí DUHA i jako iniciátor akcí občanské neposlušnosti (blokád staveniště jaderné elektrárny Temelín).[zdroj?]

### Strana zelených
V roce 2002 odešel z Hnutí DUHA, kde v té době působil jako ředitel, a začal se věnovat stranické politice. Vstoupil do Strany zelených a v dubnu 2003 byl zvolen jejím předsedou. Snažil se řešit dluhy zanechané předchozími předsednictvy, které vedly k exekucím. Navenek se strana prezentovala progresivním programem Vize ekologické demokracie a v roce 2004 zaznamenala volební úspěchy, kdy získala historicky první mandáty v krajských a senátních volbách. V září 2005 byl Jan Beránek na sjezdu poražen skupinou kolem Martina Bursíka a ztratil ve straně vliv. V roce 2010 přestal platit členské příspěvky a následně zaniklo i jeho členství ve straně.[zdroj?]

### Greenpeace
Mezi roky 2005 a 2010 působil jako ředitel české pobočky Světového informačního služby pro energetiku (World Information Service on Energy) a koordinoval občanskou iniciativu Stop přehradě, která v Česku protestovala proti plánům na výstavbu několika set přehrad.
Od roku 2005 rovněž pracoval jako koordinátor klimaticko-energetické kampaně Greenpeace ve střední Evropě (Slovensko, Polsko, Maďarsko). Následně se od června 2007 přesunul do ústředí Greenpeace International v Amsterdamu, kde vedl globální projekt zaměřený na jadernou energetiku. Od roku 2010 je vedoucím týmu energetické kampaně.
V rámci své práce se mimo jiné věnuje radiační bezpečnosti. Vedl výzkumné týmy ve Španělsku i v Japonsku, nejprve po velkém zemětřesení, které roku 2007 postihlo jadernou elektrárnu Kašivazaki-Kariva v prefektuře Niigata, a později po těžké havárii elektrárny Fukušima březnu 2011 i v prefektuře Fukušima. Na jaře 2011 stál v čele světového krizového štábu Greenpeace, který reagoval na jadernou havárii ve Fukušimě.[zdroj?]

## Publikační činnost
Dříve[kdy?] publikoval v časopisech Poslední generace (později Sedmá generace) a Literární noviny. Od roku 2007 umísťuje většinu svých českých textů na vlastní blog na portálu Aktuálně.cz a od prosince 2009 píše česky pro Deník Referendum.
Od roku 2017 pátral po osudech svého vzdáleného příbuzného Silvestra Němce, meziválečného zaměstnance firmy Baťa v Singapuru, který v únoru 1942 padl jako člen vojenské jednotky československých dobrovolníků v bitvě o toto město během japonské invaze. Z bádání nakonec vznikla v r. 2020 kniha Pátrání po Silvestrovi.